# Сараарт
Сараа́рт (или Сараха́рт арм. Սարահարթ) — село в Лорийской области Армении с численностью населения 1 482 человек (2008).
После разрушительного землетрясения в с. Сараарте почти ничего не осталось в связи с чем началось новое строительство. Было построено более 40 % нового жилья, в 1992 году восстановлена Сараартская средняя школа. В центре села установлен памятник жертвам землетрясения.